# Le nuove avventure di Judex
Le nuove avventure di Judex (La Nouvelle Mission de Judex) è un serial cinematografico del 1917 diretto da Louis Feuillade. Séguito del più fortunato Judex, il film propone 12 nuove avventure del giustiziere in nero, episodi interpretati nuovamente da René Cresté, Marcel Lévesque, Yvette Andréyor, Louis Leubas ma, questa volta, senza la partecipazione di Musidora.
Il film uscì in prima in Francia nel novembre del 1917 per essere poi presentato nelle sale il 28 gennaio 1918.

## Trama

### Episodi
1. Le Mystère d'une nuit d'été (1350 m: 50 min)
2. L'Adieu au bonheur (686 m. 25 min)
3. La donna stregata (L'Ensorcelée) (720 m: 27 min),
4. La Chambre aux embûches (860 m: 32 min)
5. La Forêt hantée (840 m: 31 min)
6. Une lueur dans les ténèbres (715 m: 26 min)
7. La mano morta (La Main morte) (830 m: 31 min)
8. Il carceriere improvvisato (Les Captives) (810 m: 30 min)
9. Les Papiers du docteur Howzy (circa 30 min)
10. Les Deux destinées (860 m: 32 min)
11. Delitto involontario (Le Crime involontaire) (820 m: 30 min)
12. Châtiment (810 m: 30 min)[1]

## Produzione
Il film fu prodotto nel 1917.

## Distribuzione
Distribuito dalla Société des Etablissements L. Gaumont, il film uscì nelle sale cinematografiche francesi il 28 gennaio 1918 dopo una prima limitata nel novembre 1917. In Portogallo, con il titolo A Nova Missão de Judex, uscì il 10 agosto 1918. Fu distribuito anche negli Stati Uniti con il titolo The New Mission of Judex o con il titolo alternativo Judex's New Mission.